# 葉文娟
葉文娟，JP（1963年—），香港政府官員，現任行政長官辦公室主任。公務員政務官出身，曾任保安局常任秘書長。

## 簡歷
葉文娟1987年於香港中文大學聯合書院政治及行政學系畢業，同期畢業的同學包括梁美芬和梁卓文。
葉文娟於1987年7月加入政務職系，並於2015年4月晉升為首長級甲級政務官（D6）。葉文娟曾在多個決策局及部門服務，包括前民意匯集處（後改稱政制及內地事務局）、前運輸科（後改稱運輸及房屋局）、前憲制事務科（後改稱政制及內地事務局）、前新機場工程統籌署（後改稱運輸及房屋局）及前貿易署（後改稱工業貿易署）。
葉文娟所任的重要職位包括：
- 2004年7月至2006年7月：工業貿易署副署長（多邊貿易、區域合作組織及歐洲）
- 2006年9月至2009年9月：衛生福利及食物局副秘書長（安老服務及社會保障）（後改為勞工及福利局副秘書長(福利)）
- 2009年9月：保安局副秘書長
- 2013年7月8日至2019年10月8日：社會福利署署長
- 2019年10月21日至2022年6月30日：保安局常任秘書長
- 2022年7月1日：行政長官辦公室主任

## 榮譽

### 殊勳
- 官守太平紳士（J.P.）（2006年7月1日－）[4]